# José Ramos Preto
José Ramos Preto (Castelo Branco, 1871 – Castelo Branco, 7 gennaio 1949) è stato un politico portoghese.

## Biografia
Laureato in giurisprudenza all'Università di Coimbra, Ramos Preto cominciò a fare politica con il Partito Democratico. Ricoprì vari incarichi pubblici come governatore civile e senatore. L'8 marzo 1920, diventò ministro della Giustizia nel governo di António Maria Baptista e il 6 giugno dello stesso anno, a causa dell'improvvisa morte di Baptista fu nominato Primo Ministro. Il suo governo fu costretto alle dimissioni il 18 giugno a causa delle critiche dovute all'aumento dei salari dei membri di governo. Il 26 giugno fu sostituito come Primo Ministro da António Maria da Silva.
| Controllo di autorità | VIAF (EN) 382157771966248930004 · GND (DE) 120193639X |